# Ambohitsorohitrapaleis
Het Ambohitsorohitrapaleis is een presidentieel paleis in Madagaskar, in de hoofdstad Antananarivo. Het is de voormalige ambtswoning van de president van Madagaskar, maar heeft nu alleen een symbolische rol. De huidige ambtswoning is het Iavolohapaleis.
Tijdens een staatsgreep tussen Marc Ravalomanana en Andry Rajoelina op 16 maart 2009 nam het leger het paleis in. Het leger dreigde hetzelfde te doen tijdens een mislukte staatsgreep in november 2010.